# Begonia rongjiangensis
Begonia rongjiangensis là một loài thực vật có hoa trong họ Thu hải đường. Loài này được T.C.Ku mô tả khoa học đầu tiên năm 1995.